# Acetivibrio cellulosolvens
Acetivibrio cellulosolvens è una specie di batterio appartenente alla famiglia delle Clostridiaceae.